# エフゲニー・F・ドラグノフ
エフゲニー・フョーダラヴィチ・ドラグノフ（ロシア語:Евгений Фёдорович Драгунов 1920年2月20日 - 1991年8月4日）は、ロシア生まれのロシア人銃器設計者である。彼の名が付いた有名な半自動式ライフル、SVDライフルがある。

## 設計
- SVDドラグノフ